# Agua Evangelista
Agua Evangelista är en ort i Mexiko.   Den ligger i kommunen Huautepec och delstaten Oaxaca, i den sydöstra delen av landet, 290 km sydost om huvudstaden Mexico City. Agua Evangelista ligger 1 738 meter över havet och antalet invånare är 212.
Terrängen runt Agua Evangelista är bergig åt sydväst, men åt nordost är den kuperad. Runt Agua Evangelista är det ganska glesbefolkat, med 36 invånare per kvadratkilometer. Närmaste större samhälle är Huautla de Jiménez, 9,3 km nordväst om Agua Evangelista. I omgivningarna runt Agua Evangelista växer i huvudsak städsegrön lövskog.